# Weiterbildungskolleg Westmünsterland
Das Weiterbildungskolleg Westmünsterland ist eine Einrichtung des zweiten Bildungsweges zur Erlangung verschiedener Schulabschlüsse (Hauptschulabschluss, Fachoberschulreife, Fachhochschulreife und Hochschulreife).
Schulträger ist die Stadt Bocholt. Ein weiterer Schulstandort befindet sich im Schulzentrum Remigianum der Kreisstadt Borken, dessen Kosten werden von der Stadt Borken mit dem Schulträger abgerechnet. In Bocholt wird vormittags und abends Unterricht angeboten, in Borken nur abends.
Für die Studierenden ist der Besuch der Schule kostenlos.

## Organisation

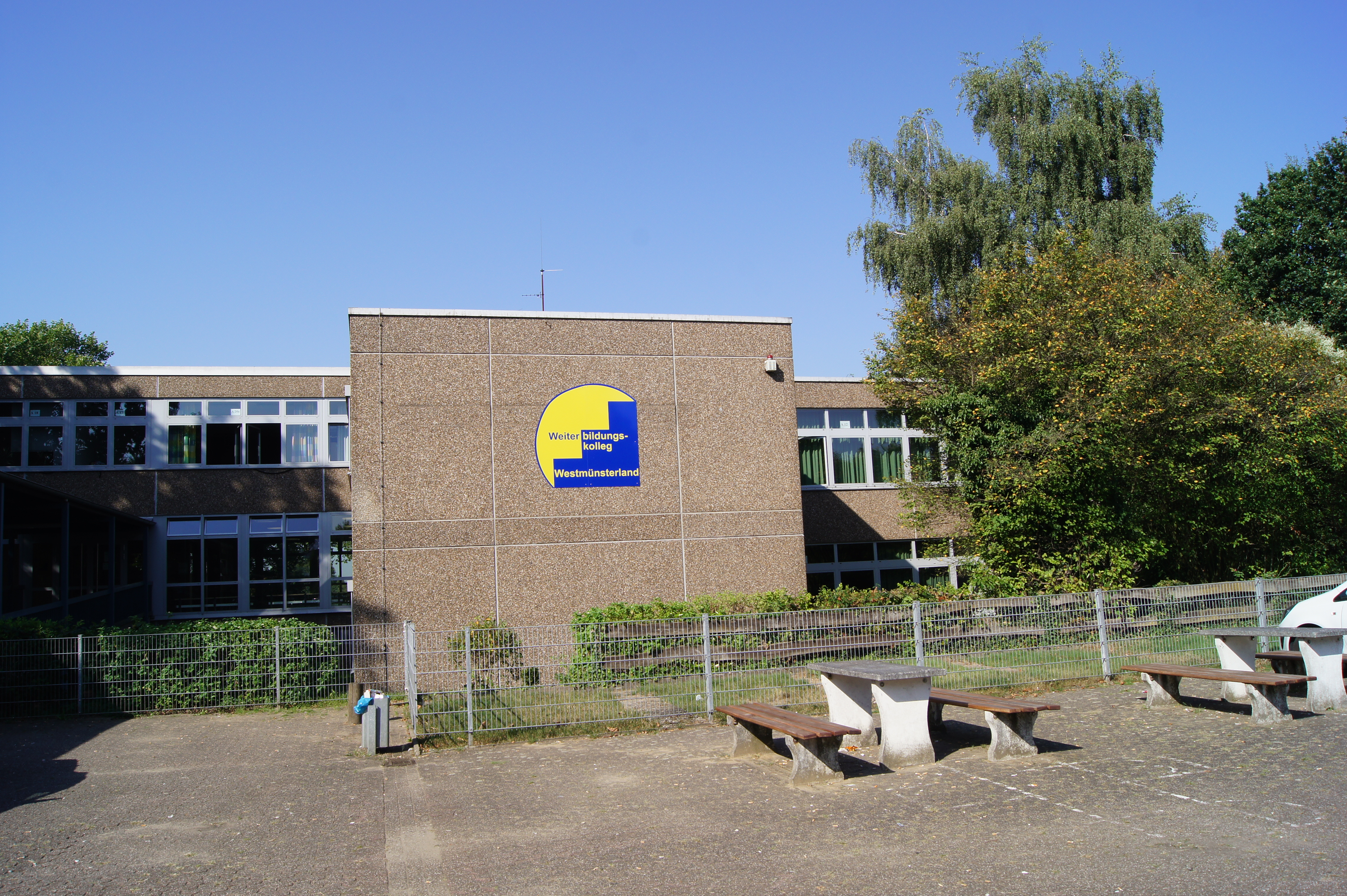
WBK Westmünsterland: Vorderansicht

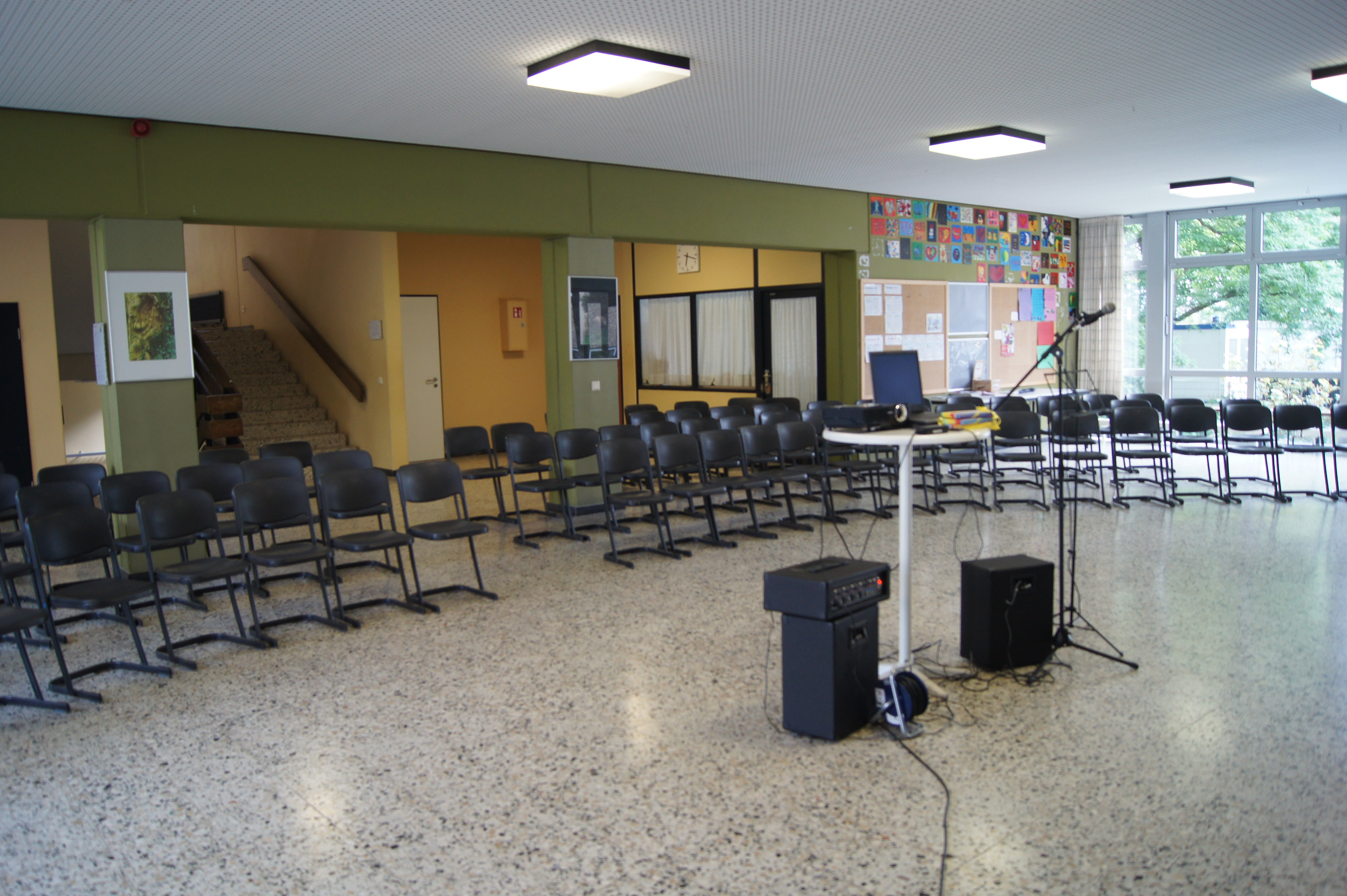
WBK Westmünsterland: Eingangshalle

Das Weiterbildungskolleg Westmünsterland wurde im Jahr 2008 durch Zusammenlegung von Abendrealschule Bocholt-Borken und Abendgymnasium Borken-Bocholt gegründet. Mit 16 Lehrerinnen und Lehrern sowie ca. 300 Studierenden gehört es zu den kleineren Kollegs in Deutschland, hat aber in der ländlichen Region ein großes Einzugsgebiet. Ab dem 30. August 2017 wird auch eine Abteilung „Kolleg“ mit längeren Unterrichtszeiten und größerer Fächerauswahl angeboten.
Die Schulzeit beträgt in der Regel zwei Jahre in der Abteilung Abendrealschule bis zur Fachoberschulreife und zwei Jahre in der Abteilung Abendgymnasium bis zur Fachhochschulreife, drei Jahre bis zum Abitur. Sie wird in Semestern berechnet, das heißt vier bzw. sechs Semester. Die Lehrgänge enden mit der zentralen Abschlussprüfung für den mittleren Schulabschluss bzw. dem Zentralabitur. Die Fachhochschulreife wird ohne Prüfung vergeben und ermöglicht ein Studium an den Fachhochschulen.
Unterrichtet werden die Fächer:
| - Deutsch - Englisch - Französisch - Italienisch - Geschichte - Erdkunde | - Wirtschaftsgeographie - Mathematik - Physik - Chemie - Biologie - Informatik |

## Zugangsvoraussetzungen
Das Weiterbildungskolleg nimmt Studierende auf, die ihre Pflichtschulzeit beendet haben. Das Mindestalter der Studierenden beträgt in beiden Abteilungen 18 Jahre, zudem müssen Zeiten von Berufstätigkeit nachgewiesen werden, wozu auch geringfügige Beschäftigungen oder Tätigkeiten wie die Pflege von Angehörigen oder die Haushaltsführung zählen. Für die Abendrealschule gibt es keine weiteren Beschränkungen, je nach Qualifikation und bisher erreichtem Schulabschluss werden die Interessenten in den Vorkurs oder ein höheres Semester aufgenommen.
Für die Aufnahme ins Abendgymnasium sind ein mittlerer Schulabschluss – auch ohne Qualifikationsvermerk – sowie eine mindestens zweijährige Berufstätigkeit Voraussetzung. Angerechnet werden ebenfalls Zeiten von Ausbildung, Wehr- oder Zivildienst, Arbeitslosigkeit, Führung eines Haushaltes, Pflege eines Angehörigen und langfristige Praktika.
Die einzige Ausnahme von diesen Voraussetzungen gilt für Absolventen der Abendrealschule, die ihre Schulausbildung am Abendgymnasium weiterführen können, wenn sie die Fachoberschulreife erreicht haben. Allerdings müssen sie das Weiterbildungskolleg mit der Fachhochschulreife (schulischer Teil) verlassen, wenn sie die anderen Voraussetzungen nicht erfüllen.
Ein Beratungsgespräch ist vor der Anmeldung zwingend notwendig.

## Geschichte
Als eine der ersten Abendrealschulen in Nordrhein-Westfalen nahm die ARS der Stadt Bocholt am 22. April 1963 ihre Arbeit auf. Direkte Vorläufer der Abendrealschulen waren die Abendgymnasien, die bald nach Ende des Zweiten Weltkriegs Erwachsenen, deren Schullaufbahn durch die Kriegswirren unterbrochen worden war, die Möglichkeit gaben, das Abitur nachzuholen. 1963 waren die unmittelbaren Auswirkungen des Krieges zwar überwunden, jedoch herrschte gerade im Bildungssektor immer noch großer Nachholbedarf. Von den 51 Studierenden, die sich 1963 an der neugegründeten Abendrealschule angemeldet hatten, hielten 17 bis 1966 durch und erlangten die Fachschulreife. Heute sind die Studierenden im Durchschnitt jünger und haben andere Bedürfnisse und Interessen als 1963.
Bei ihrer Gründung befand sich die Abendrealschule in den Räumen der Realschule der Stadt Bocholt, der heutigen Albert-Schweitzer-Realschule, seit 1991 hat sie ihr eigenes Gebäude in der früheren Langenberg-Schule, in der sich auch heute die Räume des Weiterbildungskollegs befinden. Im Jahre 1989 wurde das Angebot um die Vormittagskurse erweitert, 1991 wurden die ersten Semester in den vom Abendgymnasium genutzten Räumen des Remigianums in Borken eingerichtet.
Bereits zu dieser Zeit bestand eine enge Kooperation von Abendrealschule und Abendgymnasium. Zum 1. August 2008 wurden beide Schulen unter dem Namen Weiterbildungskolleg Westmünsterland vereinigt, indem formal das Abendgymnasium Borken-Bocholt zum 31. Juli 2008 geschlossen wurde.